# Fateh Jang
Fateh Jang (en ourdou : فتح جنگ) est une ville pakistanaise, située dans le district d'Attock dans la province du Pendjab. Elle est la capitale du tehsil du même nom.
La ville est située à seulement 40 kilomètres environ dans la capitale fédérale Islamabad. Fateh Jang est ainsi situé à proximité du nouvel aéroport d'Islamabad.
La population de la ville a été multipliée par près de six entre 1972 et 2017, passant de 10 662 habitants à 66 404. Entre 1998 et 2017, la croissance annuelle moyenne s'affiche à 5,1 %, bien supérieure à la moyenne nationale de 2,4 %. Selon le recensement de 2023, la population de la ville monte à 81 321 habitants.
Près de 78 % des habitants parlent le pendjabi, et on trouve aussi une importante minorité de Pachtounes, puisque 20 % des habitants parlent le pachto, tandis qu'environ 2 % des habitants ont l'ourdou pour langue maternelle.
Essentiellement musulmane, la ville inclut une toute petite minorité chrétienne, comptant environ 600 fidèles.
Le taux d'alphabétisation de la ville s'élève à 74 % en 2023 (contre une moyenne nationale de 61 %), dont 82 % pour les hommes et 66 % pour les femmes.
|            | 1972 (rec.) | 1981 (rec.) | 1998 (rec.) | 2017 (rec.) | 2023 (rec.) |
| ---------- | ----------- | ----------- | ----------- | ----------- | ----------- |
| Population | 10 662      | 13 505      | 25 986      | 66 404      | 81 321      |